# Stornophilacris bahiensis
Stornophilacris bahiensis är en insektsart som beskrevs av Christiane Amédégnato och Marius Descamps 1978. Stornophilacris bahiensis ingår i släktet Stornophilacris och familjen Romaleidae. Inga underarter finns listade i Catalogue of Life.